# Sant Josep (Hospitalet de Llobregat)
Sant Josep es un barrio de Hospitalet de Llobregat, en el área metropolitana de Barcelona (España). Está clasificado territorialmente dentro del distrito I, junto con Centro y Sanfeliu. Situado en el centro del término municipal ya que limita con los barrios de El Centre, Can Serra, La Florida, la Torrassa y Santa Eulalia.
Sant Josep queda enmarcado por el recuadro que forman la avenida de la Fabregada y la de Isabel la Católica por la parte de poniente, el Torrent Gornal por levante, al norte la barrera formada por las vías de Renfe y al sur la avenida del Carrilet. En este marco espacial se pueden encontrar las imprentas que a lo largo del tiempo han dejado todos los sectores industriales que han tenido una actividad importante en Hospitalet de Llobregat: desde los molinos harineros y las destilerías, hasta los diversos aprovechamientos energéticos de los saltos de agua del Canal de la Infanta o las industrias cerámicas, textiles, metalúrgicas y químicas. De hecho, Sant Josep se configuró como un rabal industrial, pero la posterior desaparición de muchas fábricas, así como la densificación de la población, le han dado un carácter residencial.
La mayor parte del barrio fue construida entre los años 50 y 60 debido a la inmigración masiva que recibió Barcelona en aquella época. Es por eso que Sant Josep, al igual que la mayoría de los barrios de Hospitalet de Llobregat, es un barrio de aluvión, donde se encuentra gente de todas las partes de España (sobre todo de Andalucía) y donde "todo el mundo se conoce".
Actualmente, el barrio vive una revitalización urbanística con la construcción de nuevas zonas de viviendas, como las que se están edificando. El Centro Cultural Tecla Sala, que acoge la Biblioteca Central de Hospitalet, potencia también este nuevo espacio ciudadano. Edificios como el comentado de Tecla Sala, o de otras como Vilumara o Cosme Toda, son una buena muestra del patrimonio histórico hospitalense y recuerda el pasado industrial del barrio.
Sant Josep cuenta con monumentos urbanos destacados como una escultura de Josep Guinovart al parque de la Serpiente. Este espacio es el escenario de la fiesta mayor del barrio, la primera del calendario festivo de la ciudad, que tiene lugar a principios de mayo.
Transporte público la estación Sant Josep de los FGC y la red de autobuses urbanos e interurbanos son sus principales medios de transporte.